# Lina Rydén Reynols
Lina Elisabeth Rydén Reynols, född 27 oktober 1983 i Falun, är en svensk författare och förläggare.
Rydén Reynols har arbetat som redaktör och förläggare på Albert Bonniers Förlag, hon debuterade som poet 2019 med boken Läs mina läppar, som också nominerades till Borås Tidnings debutantpris.